# Diagramme de Moody
En ingénierie, le diagramme de Moody est un graphe adimensionnel qui représente le facteur de friction de Darcy-Weisbach fD en fonction du nombre de Reynolds Re et de la rugosité relative pour un débit de pleine section dans une conduite circulaire. Ce graphe permet de calculer les pertes de charges ou le débit dans un tuyau donné.

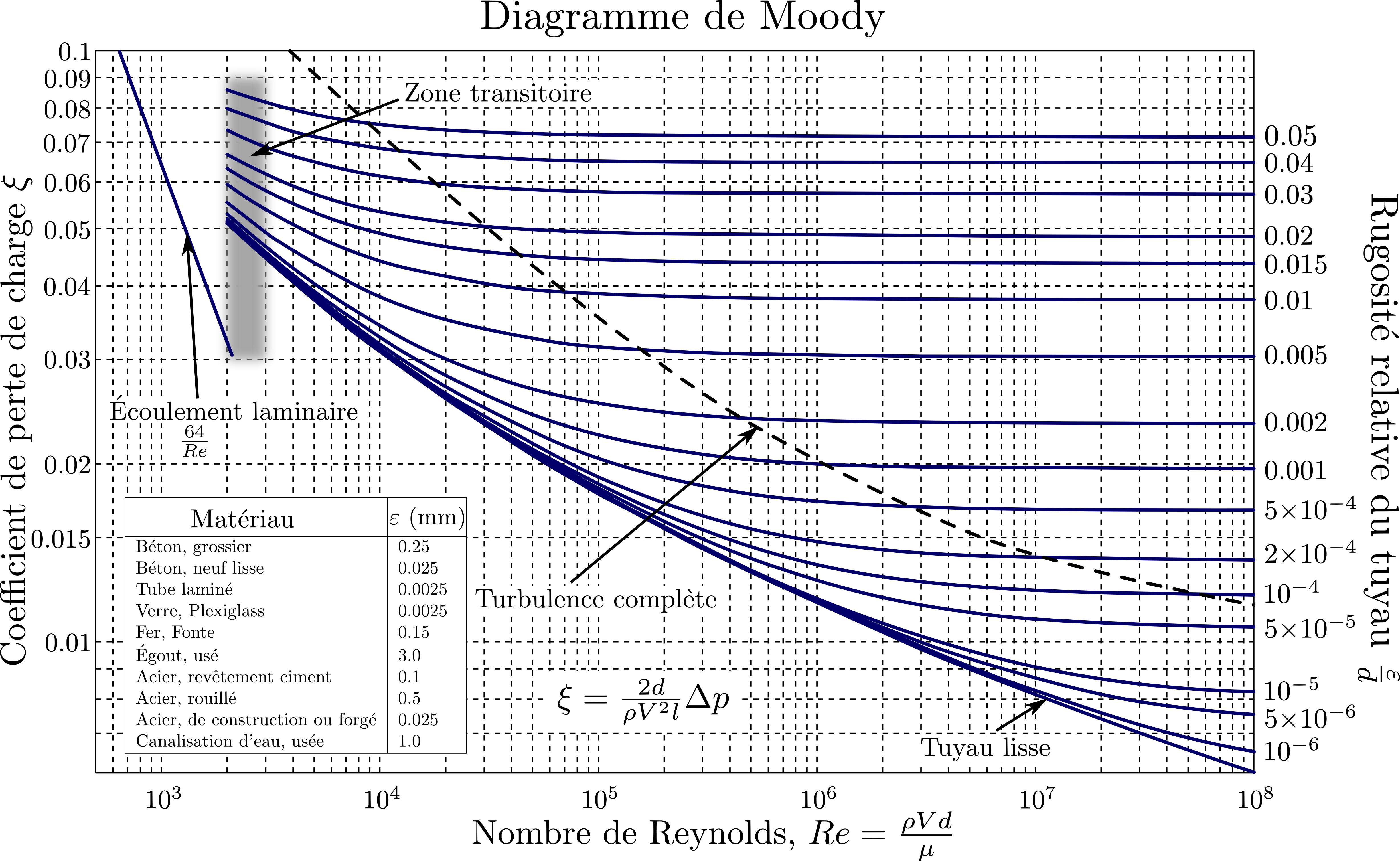
Le diagramme de Moody représente le facteur de frottement de Darcy-Weisbach fD tracé en fonction du nombre de Reynolds Re pour diverses rugosités relatives ε / D.

## Historique
En 1944, Lewis Ferry Moody publie un graphique représentant le facteur de friction de Darcy-Weisbach en fonction du nombre de Reynolds Re pour diverses valeurs de rugosité relative ε / D. Ce graphique est connu sous le nom de graphe de Moody ou Diagramme de Moody. Ce travail est une adaptation du travail de Hunter Rouse à l’aide des coordonnées employées par R. J. S. Pigott, dont le travail était basé sur une analyse de quelque 10 000 expériences provenant de diverses sources. Les mesures de débits de fluides dans des tuyaux artificiellement rendus rugueux par J. Nikuradse étaient à ce moment-là encore trop récentes pour avoir été pris en compte par Pigott.
Le diagramme a pour but de fournir une représentation graphique de la fonction produite par C. F. Colebrook en collaboration avec C. M. White. Cette fonction permettant de dessiner une courbe de transition reliant la zone de transition entre les tuyaux lisses et rugueux, c’est-à-dire la région de turbulence incomplète ou régime transitoire.

## Description
Ce graphique adimensionnel est utilisé pour déterminer la perte de charge ΔP [Pa] correspondant à une diminution de pression et de débit à travers les tuyaux. La perte de charge peut être calculée en utilisant l'équation de Darcy-Weisbach:
{\displaystyle h_{f}=f_{D}{\frac {L}{D}}{\frac {V^{2}}{2\,g}};}
À ne pas confondre avec l'équation de Fanning et le facteur de friction de Fanning de John Thomas Fanning:
{\displaystyle h_{f}=4f{\frac {L}{D}}{\frac {V^{2}}{2\,g}},}
qui utilise un coefficient de frottement égal à un quart du coefficient de frottement de Darcy-Weisbach.
La chute de pression peut alors être calculée comme suit:
{\displaystyle \Delta P=\rho \,g\,h_{f}}
ou directement à partir de
{\displaystyle \Delta P=f_{D}{\frac {\rho V^{2}}{2}}{\frac {L}{D}},}
où ρ est la masse volumique du fluide, V la vitesse moyenne dans le tuyau, fD  le coefficient de frottement déterminé à partir du diagramme de Moody, L la longueur de la conduite et D le diamètre.
Le diagramme trace le coefficient de frottement de Darcy-Weisbach en fonction du nombre de Reynolds Re pour une variété de rugosités relatives c’est-à-dire la hauteur moyenne de la rugosité du tuyau rapportée au diamètre du tube: ε / D.
Le graphique Moody peut être divisé en deux régimes de flux: laminaire et turbulent. Pour le régime d'écoulement laminaire (Re <~ 3000), la rugosité n'a pas d'effet discernable et le facteur de frottement de Darcy-Weisbach fD a été déterminé analytiquement par Poiseuille:
{\displaystyle f_{D}=64/\mathrm {Re} ,{\text{pour un écoulement laminaire}}.}
Pour le régime d'écoulement turbulent, la relation entre le facteur de frottement fD, le nombre de Reynolds Re et la rugosité relative ε / D est plus complexe. Un modèle de cette relation est fourni par l'équation de Colebrook (qui est une équation implicite dans fD):
{\displaystyle {1 \over {\sqrt {f_{D}}}}=-2.0\log _{10}\left({\frac {\epsilon /D}{3.7}}+{\frac {2.51}{\mathrm {Re} {\sqrt {f_{D}}}}}\right),{\text{pour un écoulement turbulent}}.}